# Marie Anna Braganzská
Infantka Marie Anna Braganzská (celým jménem: Maria Ana Rafaela Micaela Gabriela Lourenç; 3. září 1899, Fischhorn – 23. června 1971, Feldafing) byla portugalská infantka z dynastie Braganzů. Uzavřením sňatku s princem Karlem Augustem z Thurn-Taxisu se stala členkou dynastie Thurn-Taxisů.

## Rodina
Narodila se 3. září 1899 na zámku Fischhorn v Zell am See, jako dcera Michaela, vévody z Braganzy a jeho manželky princezny Marie Terezy Löwenstein-Wertheim-Rosenberg. V letech 1866–1920 byl její otec uchazečem o trůn Portugalska.

## Manželství a děti
Dne 18. srpna 1921 se vdala za prince Karla Augusta Thurn-Taxiského, třetího nejstaršího syna knížete Alberta z Thurn-Taxisu a jeho manželky arcivévodkyně Markéty Klementiny Rakouské. Spolu měli čtyři děti:
- 1. Klotilda z Thurn-Taxisu (30. 11. 1922 Řezno – 1. 9. 2009 Heidenheim an der Brenz)[2]
  - ⚭ 1944 Jan Křtitel Mořic Liechtenstein (6. 8. 1914 – 3. 2. 2004 Tulln an der Donau)
- 2. Mafalda z Thurn-Taxisu (6. 3. 1924 Řezno – 24. 7. 1989 Mnichov)[2]
  - ⚭ 1961 František z Thurn-Taxisu (15. 4. 1915 – 17. 4. 1997)
- 3. Jan z Thurn-Taxisu (5. 6. 1926 Řezno – 14. 12. 1990 Mnichov),[2] 11. kníže a hlava rodu Thurn-Taxisů od roku 1982 až do své smrti ⚭ 1980 Gloria z Thurn-Taxisu (* 23. února 1960)
  - ⚭ 1980 hraběnka Gloria ze Schönburg-Glauchau (* 23. 2. 1960 Stuttgart)
- 4. Albert z Thurn-Taxisu (23. 1. 1930 Řezno – 4. 2. 1935 tamtéž)[3]

Zemřela 23. června 1971 v Bavorském Feldafingu.

## Tituly a oslovení
- 3. září 1899 – 18. srpna 1921: Její královská Výsost princezna Marie Anna Braganzská, infantka Portugalská
- 18. srpna 1921 – 23. června 1971: Její královská Výsost princezna Marie Anna z Thurn-Taxisu, infantka Portugalská